# Majnovics Martin
Majnovics Martin (Sopron, 2000. október 26. –) magyar utánpótlás-válogatott labdarúgó, a horvát másodosztályú HNK Vukovar 1991 játékosa.

## Pályafutása

### Klubcsapatokban
Pályafutását Sopronban kezdte, ahol hét éven át a különböző korosztályos csapatokba játszott. 2014-ben igazolt Ausztriába, a Mattersburg csapatához. 2017 májusában mutatkozott be a klub tartaklékcsapatában, amely akkor a tartományi ligában szerepelt, és amellyel a 2017–2018-as szezonban feljutott az osztrák harmadosztályba. A következő idényben 23 bajnokin két gólt szerzett. 2020. június 23-án, klubtársával, a szintén soproni születésű Borsos Filippel együtt pályára lépett a Mattersburg osztrák élvonalban szereplő felnőtt csapatában az Altach elleni bajnokin. A bajnokság utolsó fordulójában a kezdőcsapatban kapott lehetőséget az Austria Wien ellenében 1–0-ra elveszített mérkőzésen. A szezon végén a nagymartoni klub csődbe ment, így Majnarovics szabadon igazolható játékos lett. 2020 októberében a szintén élvonalbeli St. Pölten csapatához igazolt. Öt alkalommal lépett pályára az osztrák élvonalban a 2020–2021-es idényben. 2021. július 22-én szabadon igazolhatóként került a Zalaegerszeg csapatához.
2022. február 8-án a szezon hátralévő részére kölcsönbe került az SV Horn csapatához. 2023 januárjában az NB II-es Pécs igazolta le.

### A válogatottban
Többszörös utánpótlás-válogatott, 2017-ben tagja volt a korosztályos Európa-bajnokságon 6. helyezett csapatnak is.